# Лагузен, Иосиф Иванович
Иосиф Иванович Лагузен (Lahusen; 14 [26] мая 1846, Санкт-Петербург — 23 февраля [8 марта] 1911, Санкт-Петербург) — российский учёный-геолог и палеонтолог, профессор, директор Горного института (1901—1903). Действительный статский советник (с 1895).

## Биография
Сын чиновника.
Учился в Петропавловском училище (1855—1862), а затем в институте Корпуса горных инженеров, преобразованном в 1866 году в Горный институт.
После его окончания в 1867 году был оставлен для занятий при институте; с 1879 смотритель музея, а с 1885 — профессор палеонтологии.
Производил геологические исследования в Новгородской и Тверской губерниях, отчёт о которых был помещён в III и V тома «Материалов по геологии России».

## Научные труды
По палеонтологии напечатал:
«О новом виде Phiilipsastraea из верхне-силурийской формаций Эстляндии» («Записки Мин. Общ.», III, 1868); «Описание окаменелостей белого мела Симбирской губернии» («Сборник Горного института», 1873); «Об окаменелостях симбирской глины» («Зап. Мин. Общ.» IX, 1874); «Заметки о внутренних признаках нового подрода семейства Strophomenidae» («Известия Геологического комитета», I, 1886); «Фауна юрских образований Рязанской губернии» («Тр. Геол. Комит.», I, 1883); «Die Inoceramen-Schichten an dem Olenek und d. Lena» («Mem. Acad. St-Petersb.», XXXIII, 7, 1886); «О некоторых ископаемых растениях угленосных слоев Каменского зав.» («Известия Геологического комитета», 1887); «Ауцеллы, встречающиеся в России» («Тр. Геол. Ком.», 1888); «Ueber die russischen Krebsreste aus dem jurassischen Ablagerungen» («Зап. Мин. Общ.», XXXI, 1894); «Учебник палеонтологии» (1895).